# Gavin Edwards
Gavin Earl Edwards (Gilbert, 15 gennaio 1988) è un cestista statunitense naturalizzato giapponese, professionista nella NBDL, in Europa e in Asia.

## Carriera
Con il Giappone ha disputato i Giochi olimpici di Tokyo 2020.